# Momolu Duwalu Bukele
Momolu Duwalu Bukele  (auch: Momolu Duala Bukare in Lautschrift: Mɔmɔlu Duwalu Bukɛlɛ) gilt als Erfinder der Vai-Schrift. Er lebte im 19. Jahrhundert auf dem Gebiet des heutigen Liberia und gehörte dem Volk der Vai an.

## Leben

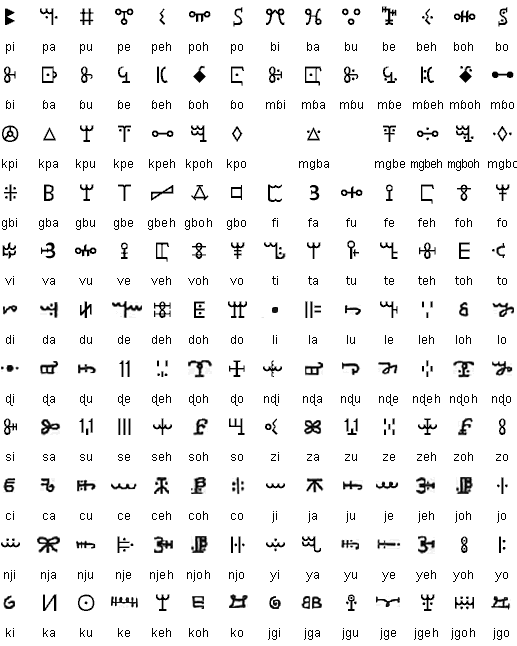
Die Vai-Schrift nach Omniglot

Bukele hielt sich um 1819 in der Küstenregion Liberias auf und hatte dort Kontakt zu europäischen und amerikanischen Händlern und Missionaren. Er lernte bei dieser Gelegenheit die Bedeutung und Verwendung von Schrift kennen und beschloss, ein eigenes Alphabet für die Vai-Sprache zu entwickeln. Die von ihm erschaffene Schrift diente jedoch nicht zum Niederschreiben von Berichten oder Prosa-Texten, sondern wurde nur genutzt, um Listen (Namen und Verwandtschaftsverhältnisse von Personen) zu notieren.
Nach der Überlieferung fand er die von ihm gewählten Zeichen während eines Traumes. Er vermittelte dieses Alphabet und die Schreibtechnik an seine Verwandten und Nachkommen. Als Mitte des 19. Jahrhunderts Missionare der Basler Mission (Sigismund Wilhelm Koelle) in seine Heimat vordrangen, konnten sie die von ihm verfassten Ahnenlisten kopieren.